# Kildun Souterrain SAC
Kildun Souterrain SAC este o arie protejată (arie specială de conservare — SAC, sit de importanță comunitară — SCI) din Irlanda întinsă pe o suprafață de 0,65 ha, integral pe uscat.

## Localizare
Centrul sitului Kildun Souterrain SAC este situat la coordonatele 53°33′12″N 9°14′08″W / 53.553398°N 9.235511°V.

## Înființare
Situl Kildun Souterrain SAC a fost declarat sit de importanță comunitară în martie 2003 pentru a proteja un număr necunoscut de specii din flora spontană și fauna sălbatică aflate în arealul zonei. Situl a fost protejat și ca arie specială de conservare în mai 2016.

## Biodiversitate
Situată în ecoregiunea atlantică, aria protejată nu include niciun habitat protejat.
La baza desemnării sitului se află un număr nedeclarat de specii protejate.